# Erkenwald
Erkenwald († 693; auch Earconwald oder Eorcenwald) war im angelsächsischen England von 675 bis 693 Bischof der Ostsachsen mit Sitz in London und wurde nach seinem Tod heiliggesprochen.
Erkenwald entstammte einer wohlhabenden Familie, die möglicherweise auch königlichen Ursprungs war. Im Jahre 666 gründete er das Kloster Chertsey in Surrey und das Doppelkloster Barking im Königreich Essex. Die Leitung des Klosters Barking überantwortete er seiner Schwester Ethelburga, während er selbst die Kontrolle über Chertsey behielt.
Erkenwald war ein einflussreicher Kleriker; er wird als Zeuge in der Einleitung des Gesetzbuchs König Ines von Wessex genannt. Außerdem zeichnete er verantwortlich für die Aussöhnung Wilfrids mit dem Erzbischof von Canterbury Theodor.
Erkenwald übte einen großen Einfluss auf das Formulieren der auf uns gekommenen frühesten angelsächsischen Chartas südlich des Flusses Humber aus.
Er starb 693 im Kloster Barking und wurde in der St Paul’s Cathedral in London bestattet, wo auch seine Reliquien aufbewahrt wurden.
Im 12. Jahrhundert erschien eine anonyme Vita mit einer Beschreibung seines Lebens und seiner Wundertaten. Zwischen 1390 und den ersten Jahren des 15. Jahrhunderts entstand das stabreimende Gedicht St. Erkenwald, in dem eine weitere Wundertat Erkenwalds beschrieben ist.